# ساموئل جکسون رندال
ساموئل جکسون رندال (انگلیسی: Samuel J. Randall; ۱۰ اکتبر ۱۸۲۸ – ۱۳ آوریل ۱۸۹۰) سیاستمدار اهل ایالات متحده آمریکا بود.
ساموئل جکسون رندال (۱۰ اکتبر ۱۸۲۸ - سیزدهم آوریل ۱۸۹۰) یک سیاستمدار آمریکایی از پنسیلوانیا بود که از سال ۱۸۷۶ تا ۱۸۸۱ به عنوان بیست و نهمین رئیس مجلس نمایندگان ایالات متحده خدمت کرد. وی به عنوان اولین نمایندهٔ منطقه اول پنسیلوانیا در کنگره از سال ۱۸۶۳ تا ۱۸۷۵ و منطقه ۳ کنگره پنسیلوانیا از ۱۸۷۵ تا ۱۸۹۰ در مجلس بود. وی مدعی نامزدی حزبش برای ریاست جمهوری ایالات متحده در ۱۸۸۰ و ۱۸۸۴ بود.
رندال در فیلادلفیا در خانواده ای فعال در سیاست ویگ متولد شد، پس از افول ویگ‌ها، او به حزب دموکرات گروید. ظهور او در سیاست از دهه ۱۸۵۰ با انتخاب در شورای مشترک فیلادلفیا و سپس سنای ایالتی پنسیلوانیا برای منطقه ۱ آغاز شد. رندال قبل از کسب کرسی در مجلس نمایندگان فدرال در سال ۱۸۶۲ در یک واحد سواره نظام در جنگ داخلی آمریکا خدمت می‌کرد. وی هر دو سال پس از آن تا زمان مرگش مجدداً انتخاب شد. به عنوان نماینده یک منطقه صنعتی، رندال به عنوان یک مدافع ثابت تعرفه‌های حفاظتی طراحی شده برای کمک به تولیدکنندگان داخلی کالاهای تولیدی شناخته می‌شد. در حالی که غالباً با جمهوریخواهان درمورد تعرفه‌ها موافق بود، در مقاومت خود در برابر بازسازی و رشد قدرت فدرال با آنها مخالف بود.
دفاع رندال از دولت کوچکتر و کمتر متمرکز مشخصات وی را در میان دموکرات‌های مجلس نمایندگان مطرح کرد و آنها او را در سال ۱۸۷۶ به سخنگوی خود ارتقا دادند. ۱۸۸۴. حمایت رندال از تعرفه‌های بالا شروع به بیگانه کردن وی از اکثر دموکرات‌ها کرد، و هنگامی که آن حزب در سال ۱۸۸۳ مجدداً کنترل مجلس را به دست آورد، عنوان سخنگو از وی گرفته شد. رندال همچنان به عنوان رئیس کمیته تخصیص اعتبار در کنگره خدمت کرد. او همچنان یک رهبر قابل احترام حزب باقی ماند، اما به تدریج نفوذ خود را از دست داد که دموکرات‌ها محکم تر به تجارت آزاد متمایل شدند. بدتر شدن سلامتی نیز قدرت وی را تا زمان مرگش در سال ۱۸۹۰ کاهش داد.